# Lista dos alcaides de Faro
Esta é uma lista dos Alcaides-mores de Faro :
1. Aloandro Ben Bakr, último alcaide mouro de Faro * c. 1249
2. Gonçalo Nunes Barreto, 2º senhor do Morgado de Quarteira * c. 1410[1]
3. Nuno Barreto, 3º senhor do Morgado da Quarteira * c. 1450 [2]
4. Rui Barreto, 4º senhor do Morgado da Quarteira * c. 1470
5. Nuno Rodrigues Barreto, 5º senhor do Morgado da Quarteira * c. 1500
6. Gaspar de Figueiredo Mascarenhas, alcaide-mór de Faro * 1513
7. Rui Nunes Barreto, 6º senhor do Morgado da Quarteira * c. 1525
8. Manuel de Figueiredo Mascarenhas o Velho, alcaide-mor de Faro * c. 1535
9. Francisco Barreto, 8º senhor do Morgado da Quarteira * c. 1550
10. Diogo Martins Mascarenhas, alcaide-mor de Faro * c. 1560
11. Nuno de Mendonça, 2º conde de Vale de Reis * c. 1640 [3]